# Caliche (roca)

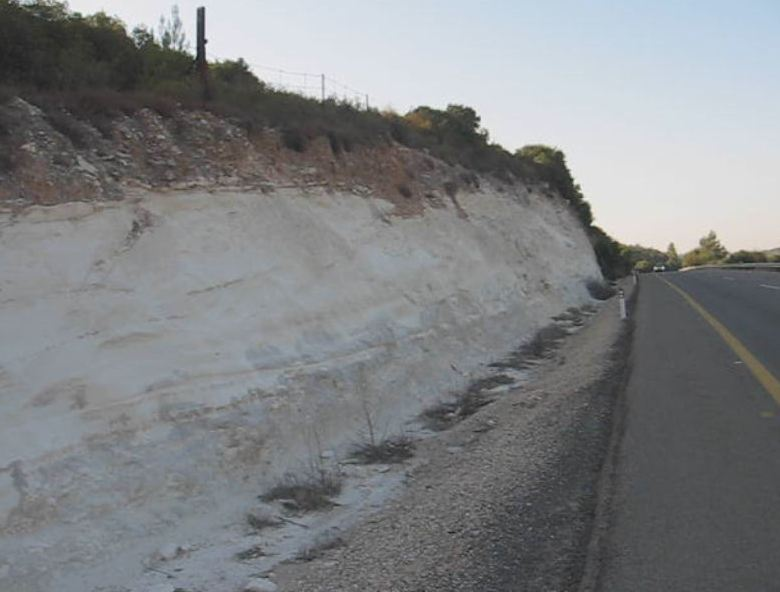
Caliche al costado de una ruta en Israel.

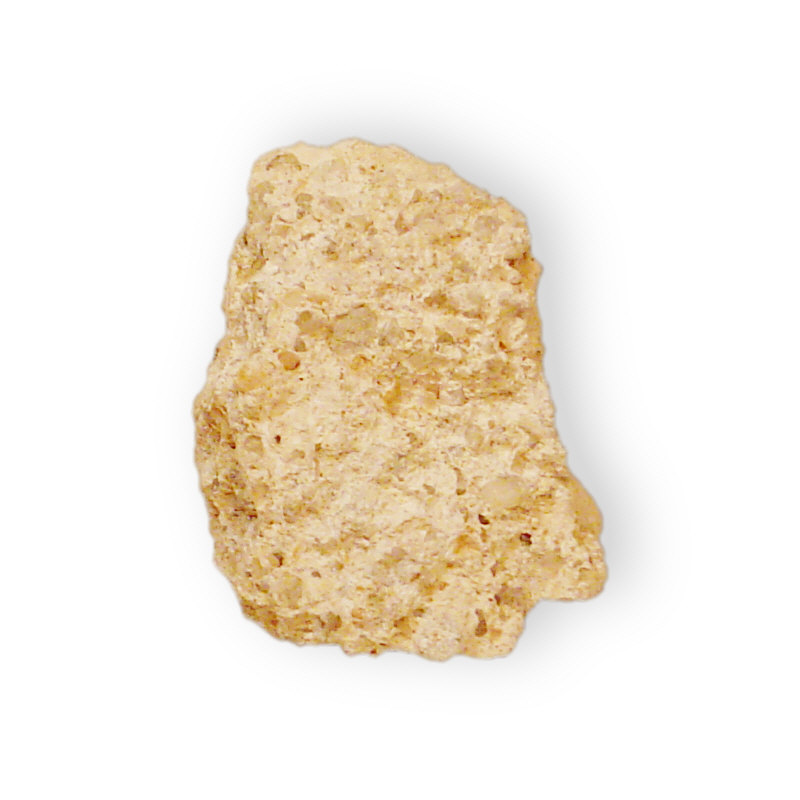
Caliche, roca sedimentaria, extraída del pueblo de Ridgecrest (California).

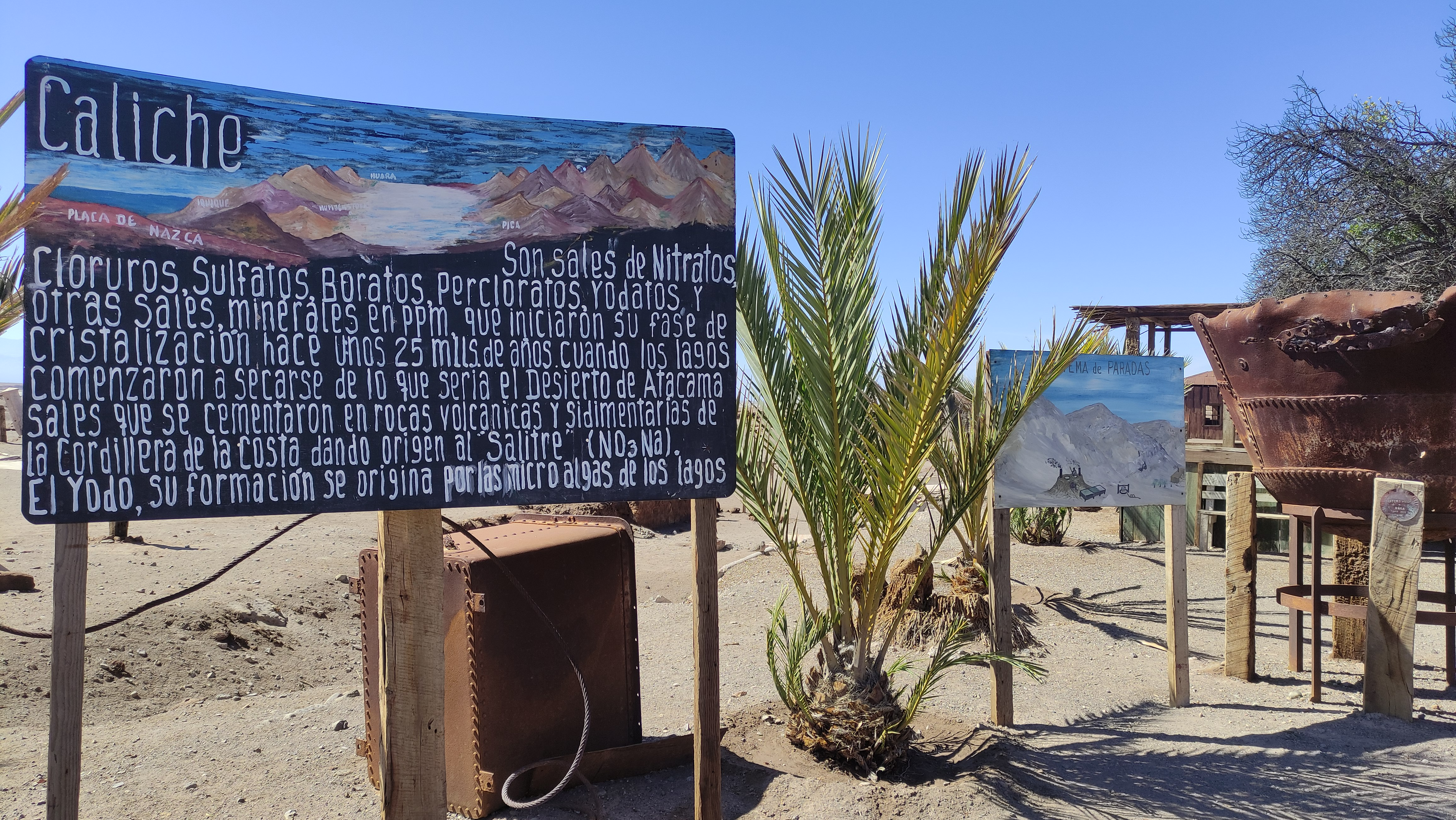
Descripción del caliche en la oficina salitrera de Humberstone

El caliche, mallacán u horizonte petrocalcico, es un horizonte B (o depósito edáfico) endurecido o cementado de carbonato de calcio soluble. Este precipita en profundidad, cementando otros materiales, como arena, arcilla, grava o limo.
Se pueden encontrar caliches en todo el mundo, generalmente en regiones áridas o semiáridas como en Australia central y occidental, el desierto de Kalahari, el desierto de Sonora, desierto de Atacama y la altiplanicie de las Grandes Llanuras de Estados Unidos.
El término español «caliche» proviene del latín calx: cal.
En inglés se lo conoce como caliche, hardpan, calcrete o duricrust.
En la India se le llama kankar.
En el norte de Chile y en Perú[cita requerida] «caliche» se refiere a los más ricos depósitos de sales de nitrato en el desierto de Atacama.
Caliche también puede referirse a depósitos arcillosos en Chile, Perú, Colombia y México.
Además, se ha usado para describir algunas formas de bauxita, calcedonia, caolinita, cuarcita, laterita, nitratina y ópalo.